# ادوارد ئی. پارامور جونیور
ادوارد ئی. پارامور جونیور (انگلیسی: Edward E. Paramore Jr.؛ ‏ ۱۷ سپتامبر ۱۸۹۵ – ۱ مهٔ ۱۹۵۶) فیلم‌نامه‌نویس اهل ایالات متحده آمریکا بود.
از فیلم‌هایی که وی در آن‌ها نقش داشته‌است، می‌توان به تنها شجاعان، ارابه‌های جنگی، چای تلخ ژنرال ین و سه رفیق اشاره نمود.